# Incendiu

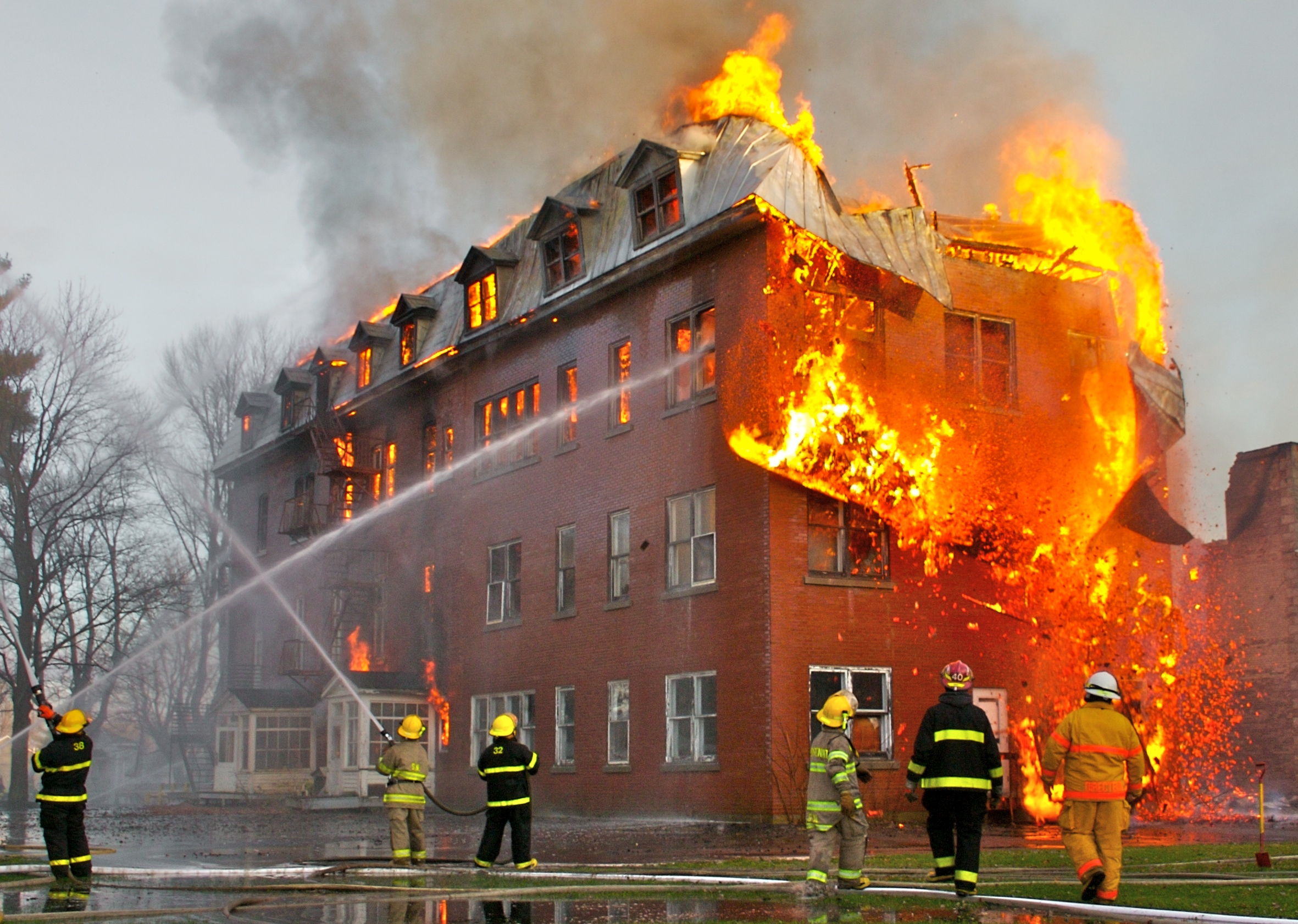
Un incendiu în Massueville, Quebec, Canada

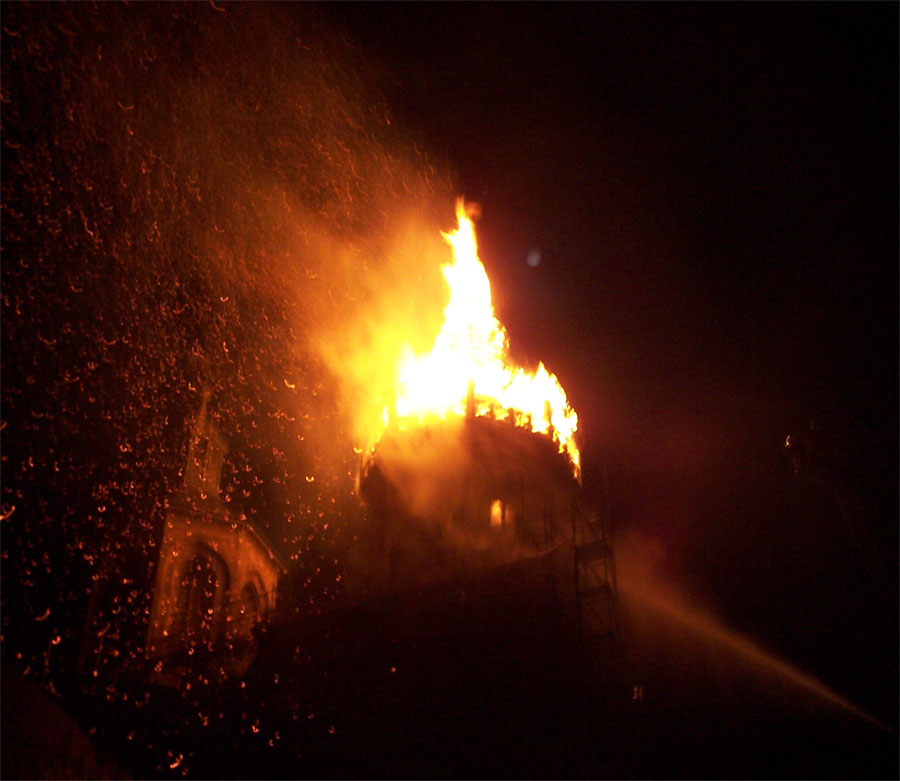
Un incendiu în St. Johanniskirche, Germania

Incendiu se referă la un proces de ardere autoîntreținută, care se desfășoară fără control în timp și spațiu, care produce pierderi de vieți omenești și/sau pagube materiale și care necesită o intervenție organizată în scopul întreruperii procesului de ardere.
Riscurile de incendiu au condus la crearea unor organisme specializate în organizarea prevenirii și stingerii incendiilor la pompieri care diferă de la o țară la alta.

## Cauze
Pentru a putea izbucni un incendiu prima condiție este existența unui material combustibil. Apoi, acest material trebuie încălzit deasupra punctului său de aprindere.
Cauzele incendiului pot fi: 
- de natură tehnică, instalații electrice necorespunzătoare, defecte,
- neglijență, frecvent produsă de focuri de tabără, țigări, chibrituri, lumânări nestinse corect,
- naturale (fulger), sau autoaprinderea a unor substanțe care ajung în contact cu oxigenul,
- aparate de încălzit, cazane, cuptoare, aparate de gătit, sobe, uscătoare, dispozitive pentru sudură, tăiere sau lipire cu gaze ori lichide combustibile,
- foc în aer liber.

Aceste cauze duc la incendii sau explozii urmate de incendii.

## Pericole
Unele dintre principalele pericole la care o persoană este expusă unui incendiu sunt legate de căldura ridicată. Chiar și în afara flăcărilor, suntem expuși riscului de arsuri datorate în principal fumului fierbinte, dar și radiațiilor infraroșii, contactului cu obiecte încălzite, aerului încălzit sau vaporilor de apă produși. Pentru a fi protejați împotriva arsurilor, pompierii sunt echipați cu echipament individual de protecție și căști care încetinesc progresul căldurii către piele.
Celelalte riscuri sunt în principal respiratorii. De fapt, focul consumă oxigen în aer , care este esențial pentru supraviețuire și prin urmare, poate duce la asfixierea cunoscută sub numele de risc de asfixie. Pentru protecția acestuia pompierii poartă aparat de respirat cu aer comprimat.
Căldura poate provoca explozia buteliilor și rezervoarelor de gaz, precum și a anumitor produse, cum ar fi azotat de amoniu. Aceste explozii pot provoca traume prin cădere (persoană răsturnată), proiecția fragmentelor, precum și prin suprapresiunea cauzată( explozie ).

## Prevenirea incendiilor în România
Prevenirea incendiilor reprezintă totalitatea acțiunilor de împiedicare a inițierii și propagării incendiilor, de asigurare a condițiilor pentru salvarea persoanelor și bunurilor și de asigurare a securității echipelor de intervenție. În România apărarea împotriva incendiilor constituie o activitate de interes public, național, cu caracter permanent, la care trebuie să participe autoritățile administrației publice centrale și locale, precum și toate persoanele fizice și juridice aflate pe teritoriul țării. 
Cadru tehnic p.s.i.  sau cadrul tehnic cu atribuții de apărare împotriva incendiilor, este persoana desemnată potrivit legii de către primar sau administratorul unității să se ocupe de organizarea activității de prevenire a incendiilor în cadrul unității sau agentului economic..Competențele  cadrului tehnic p.s.i. sunt definite pe baza standardului ocupațional COR 315104 acreditat CNFPA și avizat IGSU.

### Obligații
Persoanele fizice și juridice sunt obligate să respecte reglementările tehnice și dispozițiile de apărare împotriva incendiilor și să nu primejduiască, prin deciziile și faptele lor, viața, bunurile și mediul.
Persoana care observă un incendiu are obligația să anunțe prin orice mijloc serviciile de urgență, primarul sau poliția  si să ia măsuri, după posibilitățile sale, pentru limitarea și stingerea incendiului.
În caz de incendiu, orice persoană trebuie să acorde ajutor, când și cât este rațional posibil, semenilor aflați în pericol sau în dificultate, din proprie inițiativă ori la solicitarea victimei, a reprezentanților autorităților administrației publice, precum și a personalului serviciilor de urgență.
În cazul incendiilor produse la păduri, plantații, culturi agricole, miriști, pășuni și fânețe, persoanele aflate în apropiere au obligația să intervină imediat cu mijloacele de care dispun, pentru limitarea și stingerea acestora.

### Scop
- asigurarea respectării prevederilor legale si a celorlalte reglementari privind apărarea împotriva incendiilor si  protecție civilă;
- identificarea, evaluarea, pericolelor potențiale si a consecințelor pentru viata oamenilor, mediu si bunuri materiale;
- conștientizarea riscurilor prin schimbul reciproc de informații între personalul care executa controlul de prevenire, factorii de decizie, personalul angajat si alte persoane interesate si/sau implicate;
- informarea populației privind pericolele potențiale de risc, inclusiv în locuințe si gospodarii, si modul de comportare în caz de incendiu si în alte situație de urgență[3].

### Forme
- reglementarea;
- avizarea;
- autorizarea;
- acordul;
- atestarea;
- supravegherea pieței, controlul, asistența tehnică de specialitate;
- informarea preventivă a autorităților, organismelor, factorilor implicați și a populației, precum și pregătirea acestora pentru situații de urgență;
- coordonarea serviciilor voluntare, publice și private, pentru situații de urgență;
- auditul de supraveghere a persoanelor fizice și juridice atestate;
- constatarea și sancționarea încălcărilor prevederilor legale[4].

## Incendii mari din istorie
| Loc                                 | Dată                     | Categorie                                             | Eveniment                                                                           | Dimensiune                                                                                |
| ----------------------------------- | ------------------------ | ----------------------------------------------------- | ----------------------------------------------------------------------------------- | ----------------------------------------------------------------------------------------- |
| Roma                                | 64                       | incendiu în oraș                                      | în timpul lui Nero                                                                  | arde o mare parte din Roma                                                                |
| Londra                              | 1666                     | incendiu în oraș                                      | Incendiul din Londra                                                                | 13 000 de case și 87 de biserici distruse                                                 |
| Hardegsen                           | 1678                     | incendiu în oraș                                      | incendiu la Crăciun                                                                 | o mare parte din centru distrus.                                                          |
| Hamburg                             | 1842                     | incendiu în oraș                                      | Incendiul din Hamburg                                                               | peste 25 % din oraș este distrus                                                          |
| Chicago                             | 1871                     | incendiu în oraș                                      | Incendiul din Chicago                                                               | cca. 200 - 300 morți, 17 000 clădiri distruse                                             |
| Peshtigo, Wisconsin, USA            | 1871                     | v.a. incendiu de pădure, de asemenea incendiu în oraș | Furtuna din Peshtigo,incendiu favorizat de furtunä 4850 km², 12 localități distruse | cca. 1200 - 2500 morți, victime la un incendiu și catastrofă naturală în SUA              |
| San Francisco                       | 1906                     | incendiu în oraș                                      | Cutremurul din San Francisco                                                        | după cutremur incendiu, 700 de morți                                                      |
| Hamburg                             | 1943                     | bombardament                                          | Operation Gomorrha                                                                  | cca. 35 000 - 45 000 de morți, centrul orașului distrus                                   |
| Dresda                              | 1945                     | bombardament                                          | bombardamentul Dresdei                                                              | cca. 25 000 - 40 000 morți, centrul orasului distrus                                      |
| Langenweddingen                     | 1967                     | accident de circulație                                | Accidentul de la Langenweddingen                                                    | oficial 94 de victime, din care 44 copii, dupä coliziunea unei mașini cisterne cu un tren |
| Sao Paulo                           | 1974                     | clädire                                               | incendiul casei Joelma                                                              | 188 de morti, incendiu izbucnit la etajul 12. neglijență                                  |
| Lüneburger Heide                    | 1975                     | incendiu de pădure                                    | incendiu in Lüneburger Heide                                                        | 5 morți, 7418 ha pădure distrusă                                                          |
| Los Alfaques                        | 1978                     | accident de circulație                                | o cisternă cu gaz explodează la Camping Los Alfaques (Spania)                       | 216 de morți                                                                              |
| Bradford                            | 1985                     | incendiu în stadion                                   | la un meci de fotbal Valley-Parade.                                                 | 56 de morți, 265 de răniți                                                                |
| Basel / Elveția la Sandoz           | 1986                     | Incendiu industrial                                   | Incendiu industrial din Elveția și contaminarea Rinului                             | mortatitate mare la pești                                                                 |
| Herborn                             | 1987                     | accident de circulație                                | Incendiul de la Herborn                                                             | 6 morți, 38 de răniți                                                                     |
| Lisabona                            | 1988                     | incendiu în oraș                                      |                                                                                     |                                                                                           |
| Ramstein Air Base                   | 1988                     | Accident de avion                                     | Incendiul din Ramstein                                                              | 70 de morți, 1000 de răniți                                                               |
| Aeroportul International Düsseldorf | 1996                     | Aeroport                                              | Incendiul din Düsseldorf                                                            | cauzat de sudare nesupravegheată, 17 morți, 88 de räniți                                  |
| Göteborg                            | 29 octombrie 1998        |                                                       | incendiu într-o discotecă                                                           | 63 de morți                                                                               |
| Tunelul Mont-Blanc                  | 1999                     | accident de circulație                                | Incendiul din Tunelul Mont-Blanc                                                    | 39 de morți                                                                               |
| Tunelul Tauern                      | 1999                     | accident de circulație                                | coliziunea a douä autocamioane                                                      | 12 morti                                                                                  |
| Kitzsteinhorn, Kaprun               | 2000                     | accident de cale ferată                               | Incendiul din Tunelul Kaprun                                                        | 155 de morti                                                                              |
| Gotthard                            | 2001                     | accident de circulație                                | coliziunea a două autocamioane                                                      | 11 morți -                                                                                |
| Hemel Hempstead la Londra           | 11 decembrie 2005        | accident industrial                                   | 20 de cisterne se aprind                                                            | 43 de răniți -                                                                            |
| Peloponez și Eubeea                 | 24, 25 și 26 august 2007 | incendiu de pădure                                    | peste 300 de incendii în Peloponez și Eubeea                                        | 64 de morti                                                                               |